# Coalición RSII
La Coalición RSII cuyo nombre oficial es Coalición Rusia-Siria-Irán-Irak o simplemente RSII, —también denominada Coalición 4 + 1 por la incorporación del grupo militar libanés Hezbolá—, fue la coalición militar establecida en Oriente Medio para enfrentar los conflictos civiles de Siria e Irak, estuvo dirigida por el militar iraní Qasem Soleimani y el libanés Hasán Nasralá, está compuesto por militares de las Fuerzas Armadas de Rusia y del eje de la Resistencia (Cuerpos de la Guardia Revolucionaria Islámica, las Fuerzas Armadas Árabes Sirias, las Fuerzas Armadas Iraquíes y tropas de las fuerzas de Hezbolá). Fue creado como contrapeso a la Coalición Internacional contra Daesh liderada por Estados Unidos aunque los objetivos militares del RSII no solo se limita a eliminar al Estado Islámico de Irak y el Levante, sino también a desintegrar a la Oposición siria y otros grupos yihadistas como el Frente Al Nusra y Al Qaeda, cerrar las fronteras de Irak y Siria por el uso de estas como corredores estratégicos para el ingreso y salida de rebeldes que desconocen los gobiernos de Bashar Al Asad y Fuad Masum.
Su creación y establecimiento fue entre octubre y septiembre de 2015 y se invitó a Estados Unidos a formar parte de la coalición, este último no aceptó la propuesta.